# Kiko Martínez
Francisco „Kiko“ Martínez Sánchez (* 7. März 1986 in Elche, Valencianische Gemeinschaft) ist ein spanischer Profiboxer. Er wurde im August 2013 mit dem Gewinn des IBF-Titels, Spaniens erster Weltmeister im Superbantamgewicht und gewann den Titel erneut im November 2021 im Federgewicht. Darüber hinaus ist er sechsfacher Europameister der EBU.
In den Jahren von 2011 bis 2014 wurde er jeweils von ESPABOX zu Spaniens Boxer des Jahres gewählt.

## Karriere
Martínez begann als Jugendlicher mit dem Boxen und bestritt rund 40 Amateurkämpfe, ehe er 2004 zu den Profis wechselte. Dort gewann er 17 Kämpfe in Folge, davon 14 vorzeitig. Dabei besiegte er in Dublin auch den ungeschlagenen späteren Weltmeister Bernard Dunne (24-0, 14 K. o.) durch K. o. in der ersten Runde und wurde dadurch erstmals Europameister im Superbantamgewicht. In seiner ersten Titelverteidigung musste er erstmals eine Niederlage hinnehmen, als er im englischen Nottingham nach zwölf Runden zum knappen Punkteverlierer gegen den Engländer Rendall Munroe (13-1) erklärt wurde. In einem Rückkampf, wiederum in England, verlor Martinez erneut nach Punkten über zwölf Runden.
Seine erste Chance auf einen WM-Titel erhielt er durch einen Ausscheidungskampf 2009 in Johannesburg gegen den Südafrikaner und späteren Weltmeister Takalani Ndlovu (29-5). Diesem unterlag er jedoch nach Punkten über zwölf Runden. 2010 gewann er in Dublin erneut den Europameistertitel durch einen Punktesieg gegen den Franzosen armenischer Herkunft Arsen Martirosyan (16-3). Diesen verteidigte er jeweils vorzeitig gegen Jason Booth (36-6) und im Rückkampf gegen Martirosyan (18-4).
Seine erste vorzeitige Niederlage erlitt er in seiner dritten Titelverteidigung Anfang 2013 in Belfast gegen Carl Frampton (15-0). Kurz vor Ende der neunten Runde ging Martinez durch eine Konterattacke des Briten zu Boden und erholte sich nicht mehr rechtzeitig, weshalb der finnische Ringrichter Anssi Perajoki den Kampf abbrach.
Im August 2013 gewann er den IBF-Weltmeistertitel gegen den ungeschlagenen kolumbianischen Titelträger Jhonatan Romero (23-0, 12 K. o.). Martinez war der von Anfang an aggressivere Boxer und gewann das Duell in Atlantic City durch T.K.o. in der sechsten Runde, nachdem Ringrichter David Fields den Kampf zugunsten von Martinez beendet hatte.
Ende des Jahres verteidigte er den Titel in Spanien durch K. o. in der neunten Runde gegen den südafrikanischen Ex-Weltmeister Jeffrey Mathebula (27-4). Im April 2014 verteidigte er den Titel in Osaka erneut durch T.K.o. in der siebenten Runde gegen den zweifachen Weltmeister Hozumi Hasegawa (33-4). Im September 2014 traf er in Belfast erneut, diesmal in einem WM-Kampf, auf Carl Frampton (18-0). Frampton dominierte den Kampf mit seinen Jabs und Körpertreffern und konnte sich so über zwölf Runden den Sieg nach Punkten sichern.
Im Juli 2015 boxte Martínez in Manchester um den Weltmeistertitel der WBA, wurde jedoch vom britischen Titelträger Scott Quigg (30-0, 22 K. o.) besiegt. Ringrichter Terry O’Connor beendete den Kampf nach zwei Niederschlägen des Spaniers in der zweiten Runde.
Am 27. Februar 2016 bestritt er in Kalifornien einen Weltmeisterschaftskampf um den WBA-Titel im Federgewicht. Martínez war dabei gegen Titelträger Léo Santa Cruz (31-0, 17 K. o.) chancenlos, ging bereits in der ersten Runde zweimal zu Boden und verlor in der fünften Runde durch Knockout. Im Mai 2017 unterlag er knapp nach Punkten gegen Josh Warrington (24-0) beim Kampf um den International-Titel der WBC im Federgewicht.
Bei einem erneuten Europameisterschaftskampf am 19. Mai 2018 erreichte er ein Unentschieden gegen Marc Vidal, gewann jedoch den Rückkampf und damit den EM-Titel am 27. Oktober 2018.
Am 18. Mai 2019 unterlag er beim Kampf um die WBC-Weltmeisterschaft im Federgewicht durch T.K.o. in der fünften Runde gegen Gary Russell junior (29-1). Der Ringrichter hatte auf Anraten des Ringarztes den Kampf aufgrund einer Cutverletzung über dem linken Auge von Martínez beendet.
Am 13. November 2021 besiegte er überraschend den britischen IBF-Weltmeister Abdul Awad alias „Kid Galahad“ (28-1) durch TKO in der sechsten Runde und wurde dadurch neuer IBF-Titelträger im Federgewicht. Den Gürtel verlor er in der ersten Verteidigung am 26. März 2022 durch TKO in der siebenten Runde an Josh Warrington (30-1).
Am 29. Oktober 2022 besiegte er Jordan Gill (27-1) durch TKO in der vierten Runde und wurde dadurch erneut EBU-Europameister im Federgewicht.